# Leptoderris pycnantha
Leptoderris pycnantha är en ärtväxtart som beskrevs av Hermann August Theodor Harms. Leptoderris pycnantha ingår i släktet Leptoderris och familjen ärtväxter. Inga underarter finns listade i Catalogue of Life.